# Olga Zubová
Olga Zubová (* 25. července 1959 Kutná Hora) je česká politička, v období 2006–2010 poslankyně Poslanecké sněmovny Parlamentu ČR, do níž byla zvolená za Stranu zelených, ale ze které byla v březnu 2009 vyloučena. Několik dní poté spoluzaložila Demokratickou stranu zelených, kde byla zvolena členkou předsednictva, čímž do dolní komory vstoupil šestý politický subjekt. V říjnu 2009 byla zvolena předsedkyní DSZ, předtím na začátku července ohlásila svou kandidaturu v předčasných parlamentních volbách za Českou stranu sociálně demokratickou.

## Studia a profesní život
Zubová absolvovala Filozofickou fakultu Univerzity Karlovy v Praze, obor český jazyk–německý jazyk. Mezi roky 1983-1990 vyučovala na Středním odborném učilišti stavebním v Kutné Hoře, v letech 1990-2002 byla ředitelkou cestovní kanceláře Hermes.
V letech 2002 až 2013 provozovala se svým manželem, malířem ruského původu, Vladimírem Zubovem soukromou galerii v Kutné Hoře.. Zubov byl ve volebním období 2006–2010 kutnohorským radním za Stranu zelených.

## Politická kariéra
Před rokem 2005 byla Zubová členkou České strany sociálně demokratické, ze které vystoupila „kvůli příklonu strany doleva“.

### Strana zelených
Ve volbách v roce 2006 byla zvolena do Poslanecké sněmovny Parlamentu ČR za Stranu zelených (volební obvod Středočeský kraj). Ve sněmovně se stala členkou mandátového a imunitního výboru, ověřovatelkou výboru pro vědu, vzdělání, kulturu, mládež a tělovýchovu a členkou výboru pro zdravotnictví. V roce 2007 se o ní spekulovalo jako o možném nástupci Dany Kuchtové v pozici ministryně školství, mládeže a tělovýchovy.
Mediálně známou se stala v souvislosti s volbou prezidenta ČR v únoru 2008, které se nezúčastnila a nepřímo tak umožnila zvolení Václava Klause (Strana zelených podporovala jeho protikandidáta Jana Švejnara). Předseda Strany zelených Martin Bursík označil jednání Zubové za „neomluvitelné“, poslankynin manžel i její politická kolegyně Dana Kuchtová však prohlásili, že Zubová byla po operaci a její zdravotní stav neumožňoval účast na volbě. Krátce poté ji Martin Bursík označil v e-mailu, který nedopatřením poslal i samotné Zubové, za krávu. Bursík se existenci neslušného e-mailu pokusil nejprve popřít, ale poté přiznal, že onou krávou myslel opravdu Olgu Zubovou.
Během roku 2008 se Zubová vyjadřovala kriticky k některým krokům Strany zelených (např. souhlas ministrů SZ se smlouvou o umístění americké vojenské základy v Brdech) a zvažovala dokonce vystoupení z politického klubu Strany zelených. V listopadu 2008 vyslovila svou podporu návrhu ČSSD, aby Ústavní soud posoudil soulad smluv o americké vojenské základně s ústavním pořádkem.
Poté, co Strana zelených v krajských volbách v říjnu 2008 nezískala ani jediný mandát a žádný ze senátorských kandidátů strany nepostoupil do 2. kola voleb, oznámila Zubová, že nabídne k dispozici svou funkci předsedkyně republikové rady strany. V tiskovém prohlášení uvedla, že se nechce nadále podílet na konceptu strany, který prosadil předseda Martin Bursík a který voliči podle ní nepřijali, z čehož předsednictvo strany nevyvodilo žádné důsledky. Na stranickou funkci rezignovala 22. listopadu 2008 na zasedání republikové rady strany v Pardubicích. a také společně s Věrou Jakubkovou vystoupila z poslaneckého klubu SZ.

### Demokratická strana zelených
8. března 2009 byla společně s poslankyní Věrou Jakubkovou, bývalou místopředsedkyní strany Danou Kuchtovou a bratrem předsedy zahraniční sekce Martinem Čáslavkou vyloučena ze Strany zelených. O několik dnů později ministerstvo vnitra zaregistrovalo novou stranu s názvem Demokratická strana zelených a Zubová se stala členkou jejího předsednictva.
24. března 2009 Zubová společně s dalšími původně koaličními poslanci Vlastimilem Tlustým, Janem Schwippelem a Věrou Jakubkovou hlasovala pro nedůvěru vládě Mirka Topolánka (nedůvěra vládě prošla o jediný hlas).
V kampani před volbami do Evropského parlamentu byla nejviditelnější kandidátkou DSZ, přestože lídrem kandidátky byl Daniel Solis. Zubová byla umístěna na 300 billboardech a 50 bigboardech, které jako dar v hodnotě odhadované na necelých pět milionů korun poskytl místopředseda strany Jaromír Soukup, majitel mediální agentury Médea. Strana získala ve volbách 0,62 % hlasů.
Na konci června 2009 byla Olga Zubová zvolena předsedkyní Demokratické strany zelených a vystřídala tak v čele strany Vladislava Kovala. Na začátku července stejného roku ohlásila svou účast na pátém místě kandidátky České strany sociálně demokratické ve volebním obvodu Praha v plánovaných ale nakonec neuskutečněných sněmovních volbách na podzim 2009. Umístění Zubové na volitelném místě kandidátky ostře kritizovali mj. Bohuslav Sobotka, Roman Onderka nebo Michal Hašek. .
V sněmovních volbách roku 2010 již na kandidátní listině ČSSD nefigurovala. V senátních volbách 2010 neúspěšně kandidovala za Demokratickou stranu zelených do Senátu v obvodě č. 40 - Kutná Hora, když se ziskem 5,86 % hlasů obsadila 6. místo a nepostoupila do 2. kola.

### Suverenita – Blok Jany Bobošíkové / Česká Suverenita
Dne 30. června 2011 bylo oznámeno, že bude Olga Zubová pracovat v politické straně Suverenita – Blok Jany Bobošíkové (SBB), a to jako předsedkyně středočeské krajské organizace strany.
Kandidátku Suverenity vedla ve středočeských krajských volbách v roce 2012, se ziskem 1,51 % hlasů se však strana do zastupitelstva Středočeského kraje nedostala.
Ve volbách do Evropského parlamentu v roce 2014 kandidovala na 11. místě kandidátky České Suverenity, ale neuspěla.

### Kutnohorší patrioti
Olga Zubová kandidovala v roce 2010 do zastupitelstva města Kutná Hora za volební stranu Kutnohorští patrioti. Podle výsledků voleb se umístila jako první náhradnice. Zastupitelkou se pak stala v prosinci 2013, když ve funkci skončil Jiří Balý. Mandát vykonávala do října 2014.
Od komunálních voleb roku 2014 působí v zastupitelstvu obce Černíny jako předsedkyně kulturní komise. Zvolena byla za kandidátku Naše obec–náš domov. Zároveň je od roku 2012 předsedkyní spolku Dědina Bahno, jehož cílem a náplní je zejména oživení kulturních tradic českého venkova. Ve volbách roku 2018 mandát obhájila.